# Лориот
Лориот (англ. Loriot) — американский бриг, участвовавший в разведке побережья Северной Америки в 1830-х годах. На борту находился представитель президента США для установления контакта с местными жителями.

## Ранние годы
В начале 1830-х годов судно перевозило грузы между Гавайскими островами и Калифорнией под управлением компании Alpheus Basil Thompson. Корабль прибыл на острова в 1833 году под командованием капитана Най из Бостона.

## Северо-западная экспедиция
24 ноября 1836 года Лориот отплыл с Гавайев к реке Колумбия. Возглавлял экспедицию лейтенант ВМС США Вильям А. Слакум. Ранее, в 1836 году, президент Эндрю Джексон отправил лейтенанта Слакума на западное побережье Северной Америки чтобы осмотреть залив Сан-Франциско, Пьюджет-Саунд и устье реки Колумбия и оценить их стратегическую ценность. Кроме того, Скалум и его экспедиция должны были изучить экономику региона. Корабль под командованием капитана Бэнкрофта прибыл на реку 22 декабря 1836 года. В Орегоне Слакум предложил отвезти некоторых поселенцев в Калифорнию на Лориоте, чтобы купить скот для поселенцев, а затем отправиться на север. 10 февраля 1837 года корабль отплыл из Колумбии в сторону Калифорнии с членами компании Willamette Cattle Company. Корабль и пассажиры прибыли в российское поселение Бодега 20 февраля 1837 года, где провели какое-то время.
Во время путешествия в 1836 году Лориот участвовал в событии, которое привело к незначительному дипломатическому инциденту с Россией с участием русско-американских земель. В том году судно попыталось войти в Александровский архипелаг в гавани Такессан, но получил отказ:

Когда капитан «Лориота» попросил разрешения войти в гавань Татески, ему было приказано покинуть воды Его Императорского Величества— 